# Дрычкин, Дмитрий Аристархович
Дмитрий Аристархович Дрычкин (1902—1972) — Гвардии генерал-майор Советской Армии, участник Великой Отечественной войны.

## Биография

Могила Дрычкина на Лукьяновском военном кладбище Киева.

Дмитрий Дрычкин родился 20 августа 1902 года в селе Пятковка (ныне — Бершадский район Винницкой области Украины). Окончил курсы телефонистов-стрелочников в городе Грайворон и работал по специальности. Позднее служил в органах ВЧК, участвовал в борьбе с антисоветскими формированиями. В 1922 году Дрычкин окончил окружную партийную школу.
В 1920 году участвует в Гражданской войне. В ноябре 1923 года Дрычкин добровольно пошёл на службу в Рабоче-крестьянскую Красную Армию. Служил в кавалерийских частях. В 1930 году Дрычкин окончил Борисоглебско-Ленинградскую кавалерийскую школу, в 1936 году — курсы усовершенствования командного состава при разведывательном управлении Красной Армии. В августе 1937 года Дрычкин был уволен из рядов Красной Армии за «халатность в служебной деятельности и сокрытие социального происхождения». Находясь в запасе, он работал в лесном хозяйстве, некоторое время руководил Хакасским облстройтрестом.
В октябре 1940 года Дрычкин был восстановлен в рядах Вооружённых Сил СССР и назначен на должность помощника начальника оперативного отделения штаба 88-й стрелковой дивизии Архангельского военного округа, а позднее возглавил разведывательное отделение штаба той же дивизии. В этой должности он встретил начало Великой Отечественной войны. Участвовал в боях на территории Карелии.
С августа 1941 года Дрычкин командовал 426-м (впоследствии — 63-м гвардейским) стрелковым полком. 7 ноября того же года он получил тяжёлое ранение. С мая 1942 года Дрычкин командовал 2-й отдельной стрелковой бригадой 32-й армии. В 1943 году он окончил Военную академию имени М. В. Фрунзе и получил назначение на должность заместителя командира 254-й стрелковой дивизии. С августа того же года он командовал этой дивизией. Во главе её он участвовал в битве за Днепр. С декабря 1943 года полковник Дмитрий Дрычкин командовал 7-й гвардейской воздушно-десантной дивизией. Под его командованием она принимала активное участие в освобождении Черкасс (за что получила почётное наименование «Черкасской»), Корсунь-Шевченковской операции, освобождении Румынии, Венгрии и Австрии. 19 апреля 1945 года Дрычкину было присвоено воинское звание генерал-майора.
За время войны комдив Дрычкин был семь раз упомянут в благодарственных приказах Верховного Главнокомандующего.
После окончания войны Дрычкин продолжил службу в Советской Армии. В 1950 году он окончил курсы при Военной академии имени М. В. Фрунзе. С ноября 1951 года Дрычкин служил в штабе Киевского военного округа, руководил отделом вузов округа, затем окружным квартирно-эксплуатационным управлением. В октябре 1959 года он вышел в отставку. Проживал в Киеве. Умер 18 января 1972 года, похоронен на Лукьяновском военном кладбище Киева.

## Награды
СССР
- орден Ленина (1950[3])
- пять орденов Красного Знамени ( 19.05.1942, 06.11.1943, 27.02.1944, 03.11.1944[3], 1955 [3])
- орден Кутузова II степени (28.04.1945)
- медали в том числе:
  - «За оборону Советского Заполярья»
  - «За Победу над Германией в Великой Отечественной войне 1941—1945 гг.» (1945)
  - «За взятие Будапешта»
  - «За взятие Вены»

Приказы (благодарности) Верховного Главнокомандующего в которых отмечен  Д. А. Дрычкин.
- За овладение крупным экономическим центром Украины городом Черкассы – важным узлом обороны немцев на правом берегу Днепра. 14 декабря 1943 года. № 49.
- За овладение окружными и районными центрами Венгрии городами Сексард, Капошвар, Пакш, Боньхад, Домбовар – крупными узлами коммуникаций и важными опорными пунктами обороны противника. 2 декабря 1944 года. № 214.
- За овладение штурмом  городами Секешфехервар и Бичке – крупными узлами коммуникаций и важными опорным пунктами обороны противника на пути отхода на запад будапештской группировки немецко-венгерских войск. 24 декабря 1944 года. № 218.
- За овладение столицей Венгрии городом Будапешт – стратегически важным узлом обороны немцев на путях к Вене. 13 февраля 1945 года. № 277.
- За овладение городом Шопрон – крупным железнодорожным узлом и важным опорным пунктом обороны немцев на подступах к Вене. 1 апреля 1945 года. № 324.
- За овладение столицей Австрии городом Вена – стратегически важным узлом обороны немцев, прикрывающим пути к южным районам Германии. 13 апреля 1945 года. № 334.
- За овладение городами Корнейбург и Флоридсдорф – мощными опорными пунктами обороны немцев на левом берегу Дуная. 15 апреля 1945 года. № 337

Других государств
- орден «Легион почёта» (США)[4]
- медаль «Бронзовая звезда» (США)[4]